# Горенє Єленє
Горенє Єленє (словен. Gorenje Jelenje) — поселення в общині Літія, Осреднєсловенський регіон, Словенія. Висота над рівнем моря: 766,3 м.